# Afrodromips tanzaniensis
Afrodromips tanzaniensis är en spindeldjursart som först beskrevs av Yoshida-Shaul och Chant 1988.  Afrodromips tanzaniensis ingår i släktet Afrodromips och familjen Phytoseiidae. Inga underarter finns listade i Catalogue of Life.